# 王一言 (萬曆進士)
王一言（1539年—？），字民法，號带水，江西建昌府南城縣人，民籍，明朝政治人物。

## 生平
隆慶元年（1567年）丁卯科江西鄉試第六十四名，萬曆二年（1574年）甲戌科會試第一百五名，登三甲第八十四名進士。初令太湖县，调任吴江。邑賦甲天下，當役者多破家，奸民每詭匿紳戶。一言大扁曰：下民火耗易尅，吾心天理難欺。補懷寧知縣，十三年，升福建泉州府同知。迁南京兵部职方司员外郎、武选司郎中，丁父憂。遷刑部郎中，疏爭三王並封，國本由此定。三十一年，由浙江右參議遷杭嚴副使，有猾吏醉商探其重貲，去而脫禍於騃稚子，自誣服。一言察其寃立釋之。三十五年起復南京通政司参议，四十年升應天府府丞。

## 家族
曾祖王珍，曾任王府引禮舍人；祖父王廉；父王湧，字予文，號道川，曾任監生，卒年六十八。母張氏。重庆下。